# Прапор Казані
Прапор міського округу « Місто Казань » Республіки Татарстан Російської Федерації - прапор міста Казань, столиці Татарстану.
Прапор Казані - класичний гербовий прапор, тобто прапор з композицією герба, розширеною на полотнище.

## Опис
Являє собоюю прямокутне полотнище з співвідношенням сторін 2:3, що відтворює в його центрі гербову композицію: на більшій білій частині полотнища в 4/5 ширини зображений Зилант з червленими крилами, що стоїть на зеленій смузі в 1/5 ширини полотнища., із золотими лапами, кігтями та очима, увінчаний золотою короною.

## Означення символіки
Дракон є силою творчою і сприятливою людині, має надприродну космічну силу, символізує міць, велич, життя, світло, мудрість, непереможність, символ безсмертя і вічного відродження. Язик у формі стріли символізує імпульс, швидкість та цілеспрямованість. Земля - хранителька життя та багатств, символ життя. Корона - символ досягнення високого рівня розвитку. Казанська шапка вказує на статус Казані як столиці територій та їх давні традиції. Кольори означають наступне:
- Зелений колір - символ весни, радості, надії, природи означає достаток, процвітання, стабільність.
- Золотий — символ найвищої цінності, багатства, величі, сталості, міцності, сили, великодушності, інтелекту, інтуїції та провидіння, сонячного світла.
- Срібний – символ досконалості, благородства, чистоти помислів, світу.
- Червоний - символ хоробрості, мужності, безстрашності, зрілості, енергії, життєздатності.
- Чорний - символ розсудливості, мудрості, чесності, смирення та вічності буття.